# Hausz ad-Dawahira
Hausz ad-Dawahira (arab. ‏حوش الضواهره‎) – miejscowość w Syrii, w muhafazie Damaszek. W 2004 roku liczyła 3415 mieszkańców.
25 grudnia 2015 w rosyjskim nalocie w Hausz ad-Dawahira zginął Zahran Allusz, lider formacji terrorystycznej Dżajsz al-Islam.